# Pride of the Navy
Pride of the Navy est un film américain réalisé par Charles Lamont et sorti en 1939.

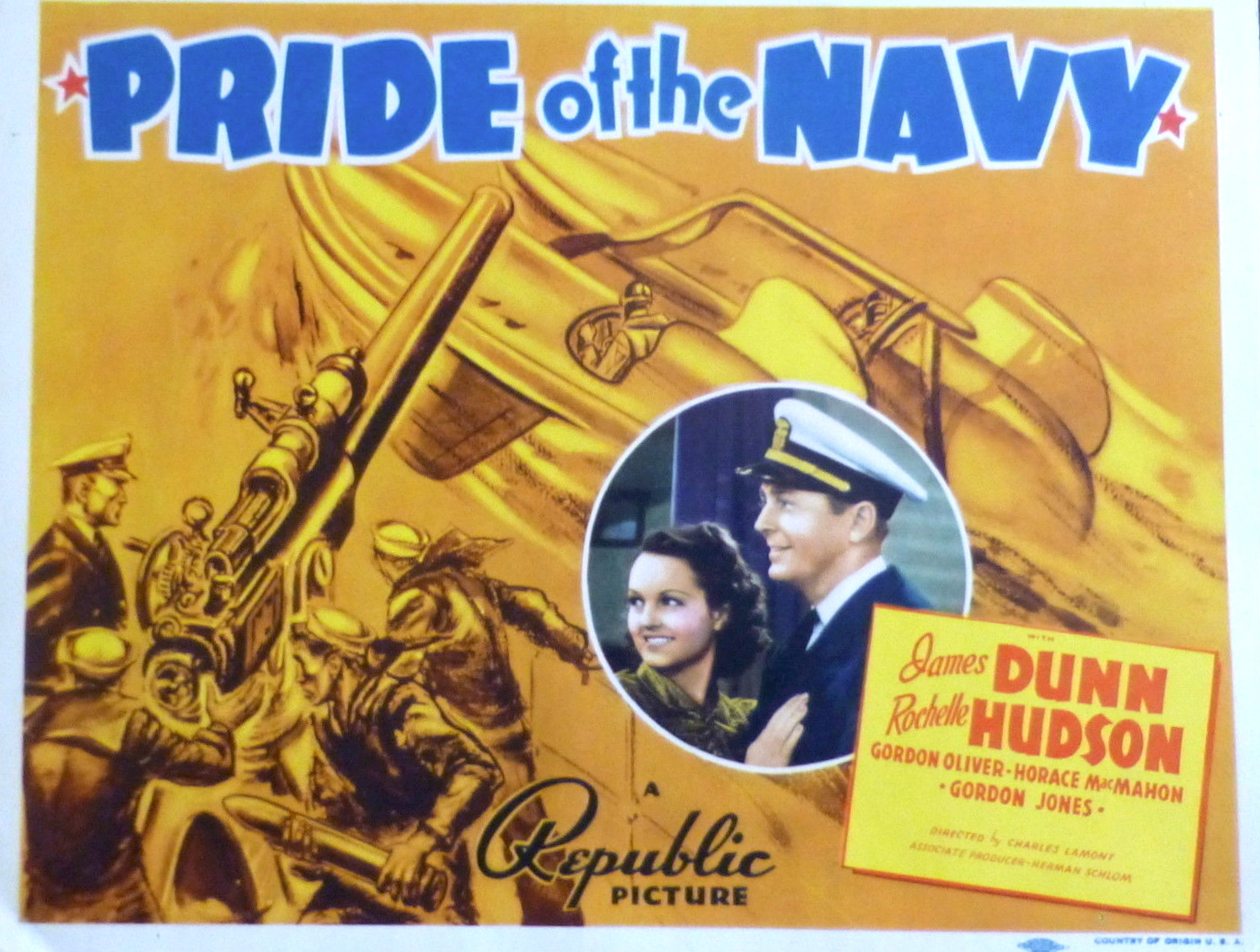
Carte promotionnelle du film.

C'est un film patriotique, qui fait la promotion de la Navy américaine.

## Synopsis
Un ancien cadet de la marine en disgrâce a une chance de se racheter en aidant un officier à concevoir un nouveau type de torpilleur.

## Fiche technique
- Réalisation : Charles Lamont
- Scénario :Ben Markson, Saul Elkins d'après une histoire de James Webb et Joseph Hoffman
- Photographie : Jack A. Marta
- Montage : Edward Mann
- Musique : Cy Feuer, William Lava
- Production : Republic Pictures
- Durée : 60 minutes
- Date de sortie : 23 janvier 1939

## Distribution
- James Dunn : Speed Brennan
- Rochelle Hudson : Gloria Tyler
- Gordon Oliver : Jerry Richards
- Horace McMahon : Gloomey Kelly
- Gordon Jones : Joe Falcon
- Charlotte Wynters : Mrs. Falcon
- Joseph Crehan : Brad Foster
- Charles Trowbridge : Capt. Tyler